# Československá basketbalová liga 1953
La Československá basketbalová liga 1953 è stata la 25ª edizione del massimo campionato cecoslovacco di pallacanestro maschile. La vittoria finale è stata ad appannaggio dello Slavia Brno.

## Risultati

### Stagione regolare
|    | Squadra                   | G  | V  | P  | PF  | PS  | Pt. | Qualificazione |
| -- | ------------------------- | -- | -- | -- | --- | --- | --- | -------------- |
| 1. | Slavia Brno               | 14 | 12 | 2  | 921 | 722 | 24  |                |
| 2. | ATK Praga                 | 14 | 9  | 5  | 789 | 716 | 18  |                |
| 3. | Spartak ZJŠ Brno          | 14 | 9  | 5  | 680 | 606 | 18  |                |
| 4. | Slovan Bratislava         | 14 | 8  | 6  | 884 | 806 | 16  |                |
| 5. | Slávia Pedagóg Bratislava | 14 | 8  | 6  | 796 | 754 | 16  |                |
| 6. | Spartak Praga Sokolovo    | 14 | 6  | 8  | 686 | 658 | 12  |                |
| 7. | Slavia Pedagog Praga      | 14 | 4  | 10 | 742 | 856 | 8   |                |
| 8. | Slavia Medik Praga        | 14 | 0  | 14 | 598 | 970 | 0   |                |

| Československá basketbalová liga 1953 |
| ------------------------------------- |
| Slavia Brno 2º titolo                 |

## Formazione vincitrice
| N° | Naz.                      | Ruolo | Sportivo         |  | Alt. |  |
| -- | ------------------------- | ----- | ---------------- |  | ---- |  |
|    | Cecoslovacchia (bandiera) |       | Ivan Mrázek      |  | 171  |  |
|    | Cecoslovacchia (bandiera) |       | Jan Kozák        |  |      |  |
|    | Cecoslovacchia (bandiera) |       | Luboš Kolář      |  |      |  |
|    | Cecoslovacchia (bandiera) |       | Zdeněk Bobrovský |  | 186  |  |
|    | Cecoslovacchia (bandiera) |       | Radoslav Sís     |  |      |  |
|    | Cecoslovacchia (bandiera) |       | Miloš Nebuchla   |  |      |  |
|    | Cecoslovacchia (bandiera) |       | Touš             |  |      |  |
|    | Cecoslovacchia (bandiera) |       | Grulich          |  |      |  |
|    | Cecoslovacchia (bandiera) |       | Ševčík           |  |      |  |
|    | Cecoslovacchia (bandiera) |       | Coufal           |  |      |  |
|    | Cecoslovacchia (bandiera) |       | Poštolka         |  |      |  |
|    | Cecoslovacchia (bandiera) | All.  | Lubomír Dobrý    |  |      |  |

## Fonti
- Ing. Pavel Šimák: Historie československého basketbalu v číslech (1932-1985), Basketbalový svaz ÚV ČSTV, květen 1985, 174 stran
- Ing. Pavel Šimák: Historie československého basketbalu v číslech, II. část (1985-1992), Česká a slovenská basketbalová federace, březen 1993, 130 stran
- Juraj Gacík: Kronika československého a slovenského basketbalu (1919-1993), (1993-2000), vydáno 2000, 1. vyd, slovensky, BADEM, Žilina, 943 stran
- Jakub Bažant, Jiří Závozda: Nebáli se své odvahy, Československý basketbal v příbězích a faktech, 1. díl (1897-1993), 2014, Olympia, 464 stran